# Disco Polo
Disco Polo kann als polnische Variante des Euro Disco aufgefasst werden. 

## Wesentliche Merkmale
Charakteristisches Merkmal ist die praktisch ausschließliche Verwendung der polnischen Sprache. Musikalisch reicht Disco Polo vom Modern-Talking-Stil bis zum Eurodance mit gelegentlichen Rap-Einflüssen. Hauptsächlich werden slawische Melodien und Instrumente verwendet. Teilweise werden auch ältere international erfolgreiche Titel aufgegriffen und mit polnischem Text und typischem Arrangement versehen. Die Verbreitung bleibt nicht nur auf den polnischen Sprachraum beschränkt, international wird Disco Polo vor allem in Asien wahrgenommen.

## Bekannte Interpreten
- Akcent
- After Party
- 4Ever
- Amadeo
- Bayer Full
- Blue Box
- Boys
- Classic
- D-Bomb
- effect
- Impuls
- Long & Junior
- Markus P
- Masters
- Mega Dance
- Milano
- New Collective
- Czadoman
- Shazza
- Top One
- Toples
- V.I.P.
- Weekend
- Power Play (Band)
- Sławomir